# Гутыря, Вячеслав Владимирович
Вячеслав Владимирович Гутыря (укр. В'ячеслав Володимирович Гутиря; род. 1960, Артёмовск) — украинский художник и скульптор. Работает в области станковой живописи, монументальной и станковой скульптуры, декоративно-прикладного искусства (резьба по дереву). Принимает активное участие на выставках, симпозиумах и конкурсах на Украине, Франции, Канаде, Венгрии, Германии, Испании, Турции и других странах.
С 1990 года член Национального союза художников Украины. Заслуженный художник Украины (2013). Автор ряда скульптурно-парковых комплексов и памятников на Украине. Работы находятся в частных коллекциях, а также в Национальном музее Украины.

## Выставки
- 1983 — межобластная выставка, посвященная 40-летию освобождения Донбасса.
- 1987 — республиканская выставка «Страна Советов» г. Киев
- 1987 — республиканская выставка «70 лет ВЛКСМ» г. Киев
- 1988 — республиканская выставка «Живописная Украина» г. Киев
- 1989 — республиканская выставка «Молодость Донбасса» г. Киев
- 1989 — республиканская выставка «Скульптура малых форм» г. Киев
- 1989 — республиканская выставка «Человек и мир» г. Киев
- 1989 — отчетная выставка работ республиканской творческой группы «Седнев-89»
- 1990 — республиканская весенняя художественная выставка г. Киев
- 1991 — Канада, г. Ванкувер
- 1992 — Франция, г. Париж
- 1993 — Венгрия, г. Будапешт
- 1993 — Германия, г. Вёрштадт
- 1996 — Национальный музей Украины, г. Киев
- 2003 — Испания, г. Барселона
- 2003 — проект «Соль» в Украинском Доме, г. Киев.
- 2005 — персональная выставка «Степ» в Музее книги, Киево-Печерская Лавра, г. Киев.
- 2007 — проект «Железно», г. Киев.
- 2008 — проект «Час» (совместно с галереей «Коло»), Большой Скульптурный салон.
- 2011 — галерея «АРТ-ДОНБАСС» г. Донецк.
- 2012 — музей изобразительных искусств, персональная выставка «Круг времени», г. Ашхабад, Туркменистан.
- 2013 — персональная выставка «Новолетие радости», г. Донецк.
- 2014 — участие в Национальном проекте «Донкульт — художественные недра», музей «Духовные сокровища Украины», г. Киев.
- 2014 — участие в VI Всеукраинском триеннале «Скульптура-2014», Дом художника, г. Киев.
- 2016 — выставка в рамках культурно — художественного проекта «Донбасс — UA: Перезагрузка», Украинский Дом, г. Киев.
- 2016 — персональная выставка «Відлуння Скіфії», г. Краматорск

Активный участник областных и региональных выставок.

### Симпозиумы
- 1998 — скульптурный симпозиум в г. Чернигов, первая премия : «Степь» (песчаник).
- 1999 — триенале украинской скульптуры, г. Киев.
- 2000 — «Марина-2000» г. Одесса, первая премия.
- 2005 — триенале украинской скульптуры, г. Киев.
- 2006 — международный симпозиум г. Святогорск : «Создатель пекторали» (известняк).
- 2007 — скульптурный симпозиум под патронатом президента «Шевченкова алея» г. Канев.
- 2008 — международный симпозиум «Батурин-2008» «Час» (известняк).
- 2008 — международный симпозиум «Полтава-2008» «Вакула» (известняк).
- 2008 — международный симпозиум «Партенит», Крым «Суд Париса» (известняк).
- 2009 — скульптурный симпозиум г. Донецк «Скиф пьющий сомму» (известняк).
- 2010 — скульптурный симпозиум г. Днепропетровск «Амазонки»(известняк).
- 2010 — финалист международного конкурса в г. Тайбэй, Тайвань.
- 2011 — международный симпозиум в Турции г. Бурса «Адам и Ева» (мрамор).
- 2013 — международный симпозиум, г. Донецк «Ход конем» (известняк).
- 2013 — скульптурный симпозиум г. Херсон «Любовь» (известняк)[3].

### Скульптурно-парковые комплексы и памятники
- 1998 — Мемориал воинам-афганцам в г. Краматорск
- 2008 — Памятник Жертвам голодомора (в соавторстве с Протасом В.) г. Хотив Киевская обл.
- 2012 — «Рождество», Региональный центр Материнства и Детства, г. Донецк
- 2012 — «Хан Шарукан и его жены», скульптурная композиция, трасса Артемовск-Славянск.
- 2012 — Портрет С.Прокофьева, Донецкий аэропорт, г. Донецк
- 2013 — «Святая Параскева» с. Ходосовка Киевская обл.
- 2013 — «Памятник отцам», Региональный центр Материнства и Детства, г. Донецк
- 2010 — «Каменецкий Мамай»(в соавторстве с Хачатрян Г.), г. Днепродзержинск
- 2014—2015 — «Читающая семья», «Адам и Ева» скульптуры, железо, г. Краматорск
- 2015 — «Сквер им. Мария Приймаченко», скульптурная композиция, г. Краматорск
- 2015 — «Казак Мамай», скульптура, центральный сквер, г. Краматорск
- 2015 — «Відлуння Скіфії» скульптурная композиция (в соавторстве с Иваном Цискадзе и Иродионом Гвелисиани), г. Краматорск
- 2016 — Мемориал павшим летчикам «Скорбный Ангел», с. Пришиб
- 2016 — «Архангел Михаил», скульптура, посвященная героям Небесной сотни, Выдубицкий монастырь, г. Киев
- 2016 — Скульптурный комплекс из дерева «Улыбка» (в соавторстве с Лаушкиным С.), г. Краматорск

Работы находятся в частных коллекциях на Украине и за рубежом. Скульптура «Амазонка» приобретена Национальным музеем Украины.
В 2016 году награждён Почётной грамотой Верховной рады Украины «За особливi заслуги перед Украінським народом».